# Marbury cum Quoisley
Marbury cum Quoisley eller Marbury with Quoisley var en civil parish 1866–2023 när det uppgick i Marbury and District, i distriktet Cheshire East, i Storbritannien. Den ligger i grevskapet Cheshire och riksdelen England, i den södra delen av landet, 240 km nordväst om huvudstaden London. Civil parish hade 244 invånare år 2001.